# Plussning
Plussning är en informell beteckning inom svenskt utbildningsväsende på möjligheten för en elev eller student som har godkänts i ett prov eller på en kurs, att få genomgå förnyad examination för högre betyg. Det är främst inom utbildningar som leder till högskoleingenjörs- eller civilingenjörsexamen som plussning förekommer.
Under perioden 1977–1993 var plussning förbjudet genom en regel i den då gällande högskoleförordningen. Dessförinnan var det en fråga för varje lärosäte att bedöma om plussning skulle tillåtas eller inte. När 1977 års högskoleförordning ersattes med 1993 års högskoleförordning togs förbudet mot plussning bort, trots att förbudet ingått som del i förslaget till den nya förordningen. I dagsläget är plussning tillåten i kommunal vuxenutbildning ("komvux") samt på vissa högskolor och universitet, men sällan vad gäller examensarbeten. Kritik riktad mot fenomenet menar att det leder till betygsinflation samt orättvisa, bland annat för att inte alla högskolor och universitet tillåter plussning.